# Paraplynus
Paraplynus is een geslacht van wantsen uit de familie van de Reduviidae (Roofwantsen). Het geslacht werd voor het eerst wetenschappelijk beschreven door René Gabriel Jeannel in 1919.

## Soorten
Het genus bevat de volgende soort:

- Paraplynus lugubris (Stål, 1865)